# Findling Groß Kelle

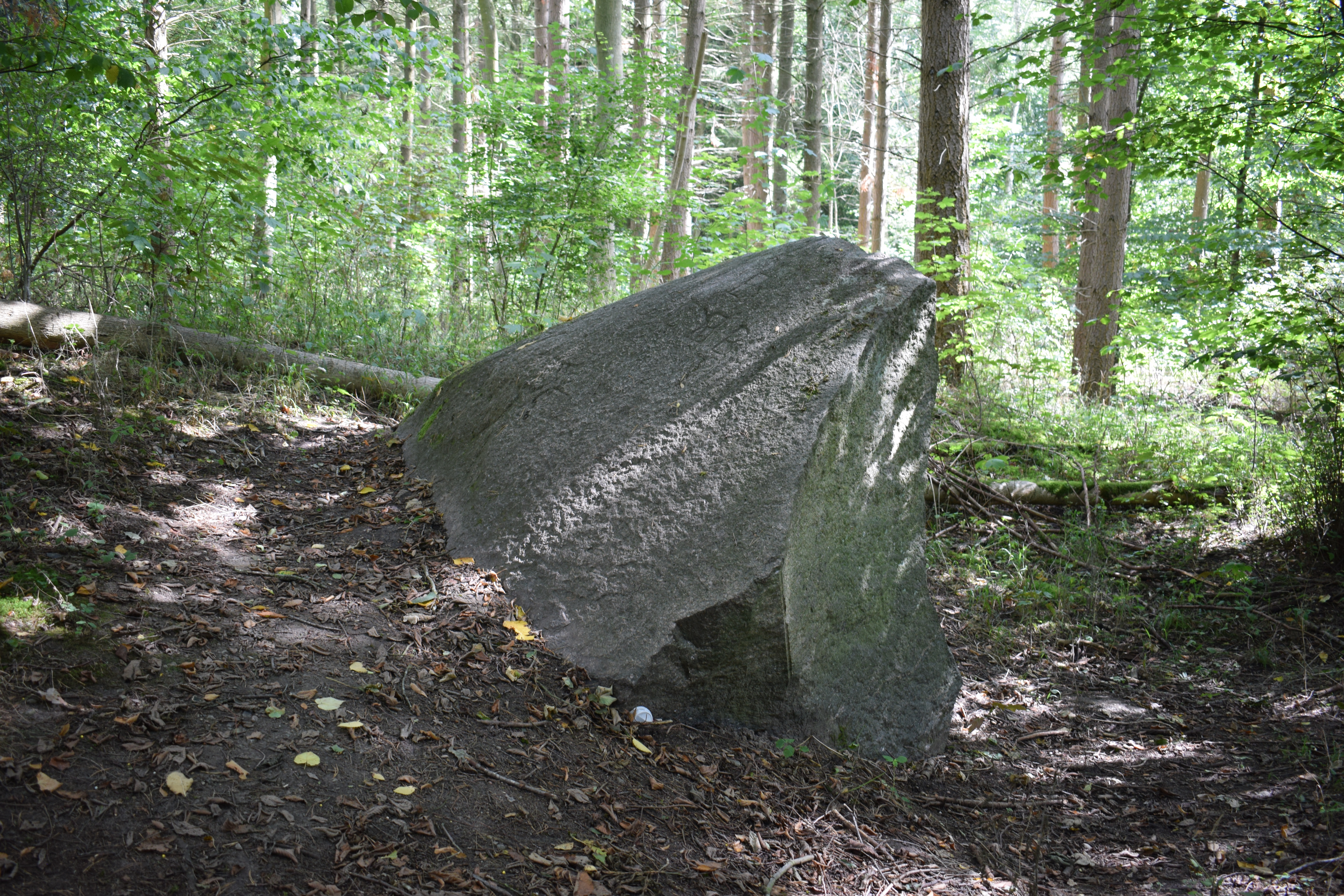
Findling Groß Kelle

Der Findling Groß Kelle ist ein Geotop im Glienholz bei Groß Kelle im Landkreis Mecklenburgische Seenplatte.
Der Findling aus Granit liegt in einem Waldstück südöstlich des Groß Keller Sees und nördlich des Rohrteichs. Der Stein ist heute 3,50 m lang, 2,50 m breit und 2,20 m hoch. Sein Umfang beträgt 8,50 m, sein Volumen 14,0 m³. Es handelt sich um den Restblock eines größeren Steins, der gesprengt wurde, um Baumaterial für eine Brücke in Röbel zu gewinnen. Im Glienholz gibt es zwei weitere Findlinge, die wegen ihrer napfförmigen Vertiefungen als Schälchensteine bezeichnet werden, den Teufelsstein Minzow und den Schälchenstein Röbel.